# František Hák
František Hák (ur. 5 listopada 1903 w Valteřicach, zm. 16 października 1987 w Pradze) – czechosłowacki biegacz narciarski.
Brał udział w Zimowych Igrzyskach Olimpijskich 1924. W biegu na 18 kilometrów zajął 24. miejsce.